# 1878年7月29日日食
1878年7月29日日食为一次在协调世界时1878年7月29日（东半球为7月30日）出現的日全食。該次日食食分為1.0450，食甚維持3分11秒。

## 概述
這次日食的食分是1.0450，全食維持3分11秒。

## 基本參數
- 類型：日全食
- 食甚資料：
  - 日期：1878年7月29日
  - 時間：21時47分18秒
  - 地點：54N 124W
  - 食分：1.0450
  - 日全食持續時間：3分11秒

## 外部連結
- NASA日食專頁（页面存档备份，存于）（英文）